# ブレル (小惑星)
ブレル (3918 Brel) は小惑星帯に位置する小惑星。ベルギーの天文学者エリック・ヴァルター・エルストとフランスの天文学者、G. ソーズ (G. Sause) がフランスのオート＝プロヴァンス天文台で発見した。
ベルギーで生まれフランスで成功したシャンソン歌手、作詞作曲家、ジャック・ブレル（Jacques Romain Georges Brel、1929年 - 1978年）から命名された。